# Clarence Callender
Clarence Callender (Reino Unido, 15 de noviembre de 1961) es un atleta británico retirado, especializado en la prueba de 4 x 100 m en la que llegó a ser subcampeón olímpico en 1988.

## Carrera deportiva
En los JJ. OO. de Seúl 1988 ganó la medalla de plata en los relevos 4 x 100 metros, con un tiempo de 38.28 segundos, llegando a la meta tras la Unión Soviética y por delante de Francia, siendo sus compañeros de equipo: John Regis, Linford Christie, Mike McFarlane y Elliot Bunney.